# Distretto di Leoncio Prado (Ayacucho)
Il distretto di Leoncio Prado è uno dei ventuno distretti della provincia di Lucanas, in Perù. Si trova nella regione di Ayacucho e si estende su una superficie di 1.053,6 chilometri quadrati.

Istituito il 14 giugno 1940, ha per capitale la città di Tambo Quemado; nel censimento del 2005 contava 1.632 abitanti.